# Egresi
Az Egresi vagy Egressy régi magyar családnév, amely a származási helyre utalhat: Felsőrácegres (Tolna vármegye), Magyaregres, Somogyegres és Rácegrespuszta (Somogy vármegye), Pusztaegres és Sáregres (Fejér vármegye), Vácegres (Pest vármegye), Egres és Felsőegres (Románia, korábban Torontál vármegye illetve Szolnok-Doboka vármegye), Szécsegres (Szlovákia, korábban Zemplén vármegye), Szőlősegres (Ukrajna, korábban Ugocsa vármegye).

## Híres Egresi nevű személyek
Egresi
- Egresi Béla (1922–1999) válogatott magyar labdarúgó

Egressy
- Egressy Béni (1814–1851) magyar zeneszerző, író, színész
- Egressy Gábor (1808–1866) magyar színész
- Egressy Gábor (1974) válogatott magyar labdarúgó
- Egressy Zoltán (1967) magyar író, költő, műfordító, újságíró